# Addicted to You
Addicted to You är en låt framförd av den finländska sångerskan Laura Voutilainen. Låten var Finlands bidrag i Eurovision Song Contest 2002 i Tallinn i Estland. Låten är skriven av Maki Kolehmainen, Janina Frostell och Tracy Lipp.
Bidraget framfördes i finalen den 25 maj och slutade där på tjugonde plats med 24 poäng.